# Liv Lisa Fries
Liv Lisa Fries, född 31 oktober 1990 i Berlin, Tyskland, är en tysk skådespelare.  I Sverige är hon mest känd för sin roll i serien Babylon Berlin, där hon spelar rollfiguren "Charlotte Ritter".
Fries växte upp i Pankow. Hon studerade i Peking som utbytesstudent och talar – förutom tyska – engelska, franska och mandarin. Hon fick smak på skådespelaryrket när hon var 14 år efter att ha sett Natalie Portman i Léon. Därefter har hon medverkat i närmare 50 film- och tv-produktioner per 2025.

## Tv-serier/filmer (urval)
- The Wave (2008)
- Romeos (2011)
- Zurich (Und morgen Mittag bin ich tot) (2013)
- Boy 7 (2015)
- NSU – hatets underjord (2016, tv-serie) (1 episod)
- Babylon Berlin (2017–2025, tv-serie)
- Counterpart (2018, tv-serie)
- Prélude (2019)
- München – På randen till krig (2021)
- Freud's Last Session (2023)
- Från din älskade Hilde (2024)
- Kafka (2024, tv-serie)